# Odysee
Odysee är en amerikansk decentraliserad videodelningsplattform byggd på blockchain-LBRY. Den positionerar sig som ett alternativ till stora videodelningssajter (som YouTube), men med betoning på yttrandefrihet och decentralisering.
Plattformen tillåter användare att ladda upp, dela och tjäna pengar på videor via kryptovaluta, samtidigt som innehållet bibehålls genom ett peer-to-peer-nätverk.

## Historia
Webbplatsen grundades 2020. av Julian Chandra. I juni 2024 det förvärvades av Forward Research. Förvärvet kommer efter att Odysees tidigare moderbolag, LBRY, förlorade ett fall mot U.S. Securities and Exchange Commission i juli 2023.